# Charles Laeser
Charles Louis Laeser (Ginevra, 12 settembre 1879 – Ginevra, 28 luglio 1959) è stato un ciclista su strada svizzero.
Professionista dal 1902 al 1904, vinse una tappa nella prima edizione del Tour de France.

## Palmarès

### Strada
- 1903 (Cosmos/La Francaise, una vittoria)

4ª tappa Tour de France (Tolosa > Bordeaux)

### Pista
- 1903 (Cosmos/La Francaise, una vittoria)

Campionati Svizzeri, Mezzofondo

## Piazzamenti

### Grandi Giri
- Tour de France

1903: ritirato (4ª tappa)